# Slattoträsket
Slattoträsket är en sjö i Gällivare kommun i Lappland och ingår i Kalixälvens huvudavrinningsområde. Sjön har en area på 0,0542 kvadratkilometer och ligger 276,7 meter över havet.

## Delavrinningsområde
Slattoträsket ingår i det delavrinningsområde (738983-176965) som SMHI kallar för Utloppet av Lillsaivis. Medelhöjden är 321 meter över havet och ytan är 9,01 kvadratkilometer. Räknas de 2 avrinningsområdena uppströms in blir den ackumulerade arean 23,07 kvadratkilometer. Bönälven som avvattnar avrinningsområdet har biflödesordning 4, vilket innebär att vattnet flödar genom totalt 4 vattendrag innan det når havet efter 181 kilometer. Avrinningsområdet består mestadels av skog (73 procent) och sankmarker (13 procent). Avrinningsområdet har 0,59 kvadratkilometer vattenytor vilket ger det en sjöprocent på 6,5 procent.